# Kinyongia uthmoelleri
Espèce
Synonymes
- Chamaeleo uthmoelleri Müller, 1938
- Bradypodion uthmoelleri (Müller, 1938)

Statut de conservation UICN

 LC  : Préoccupation mineure
Statut CITES
Kinyongia uthmoelleri est une espèce de sauriens de la famille des Chamaeleonidae.

## Répartition
Cette espèce est endémique de Tanzanie. Elle se rencontre sur le monts Hanang, le cratère du Ngorongoro et les monts Pare.

## Description
Kinyongia uthmoelleri mesure :
- de 204 à 227 mm pour les mâles de l'espèce type ;
- de 161 à 181 mm pour les femelles de l'espèce type.

La sous-espèce Kinyongia uthmoelleri artytor est plus petite avec :
- de 153 à 199 mm pour les mâles ;
- de 151 à 174 mm pour les femelles.

## Liste des sous-espèces
Selon The Reptile Database (20 juin 2012) :
- Kinyongia uthmoelleri artytor Lutzmann, Stipala, Lademann, Krause, Wilms & Schmitz, 2010
- Kinyongia uthmoelleri uthmoelleri (Müller, 1938)

## Étymologie
Cette espèce est nommée en l'honneur de Wolfgang Uthmöller.
La sous-espèce artytor, du verbe grec ancien αρτυειν, artyein, « se préparer avec exigence », rend honneur à Wolfgang Böhme pour avoir formé avec compétence une douzaine d'étudiants à leur carrière scientifique et notamment quatre des six auteurs de cette publication.

## Publications originales
- Müller, 1938 : Über die von den Herren W. Uthmöller und L. Bohmann im britischen Mandatsgebiet "Tanganyika Territory" gesammelten Chamäleons. Zoologischer Anzeiger, vol. 122, p. 20-23.
- Lutzmann, Stipala, Lademann, Krause, Wilms & Schmitz, 2010 : Description of a new subspecies of Kinyongia uthmoelleri (Müller, 1938) (Squamata: Chamaeleonidae) with notes on its captive propagation Bonn zoological Bulletin, vol. 57, no 2, p. 281–288 (texte intégral).